# 6. østlige længdekreds
Den 6. østlige længdekreds (eller 6 grader østlig længde) er en længdekreds, der ligger 6 grader øst for nulmeridianen. Den løber gennem Ishavet, Atlanterhavet, Europa, Afrika, det Sydlige Ishav og Antarktis.